# Cedonia (Washington)
Cedonia es un área no incorporada ubicada en el condado de Stevens en el estado estadounidense de Washington.

## Geografía
Cedonia se encuentra ubicado en las coordenadas 48°9′14″N 118°10′9″O / 48.15389, -118.16917.